# Ökologische Rechte
Als Ökologische Rechte werden politisch rechte Aktivisten im Natur- und Umweltschutz bezeichnet. Diese werden im Bereich des Faschismus und des Rechtsextremismus verortet. Auch existieren Schnittmengen mit Esoterikern und Anhängern der Astrologie.

## Geschichte
In den 1970er- bis 1980er-Jahren bekam mit den Anti-Kernkraft-Protesten und der Gründung der Grünen die Umweltbewegung eine eher linke Ausrichtung.
In den 2010er-Jahren wurden primär Siedlungsprojekte Rechter im ländlichen Raum Ostdeutschlands bekannt, wozu kinderreiche Familien in Gegenden mit viel Leerstand ziehen und dort Siedlungsprojekte starten. Es werden kleine Handwerksbetriebe und Bio-Manufakturen gegründet. Es engagieren sich viele Rechtsextreme gegen Gentechnik und Atomenergie und nehmen an Anti-TTIP-Protesten teil.